# تبلور پروتئین

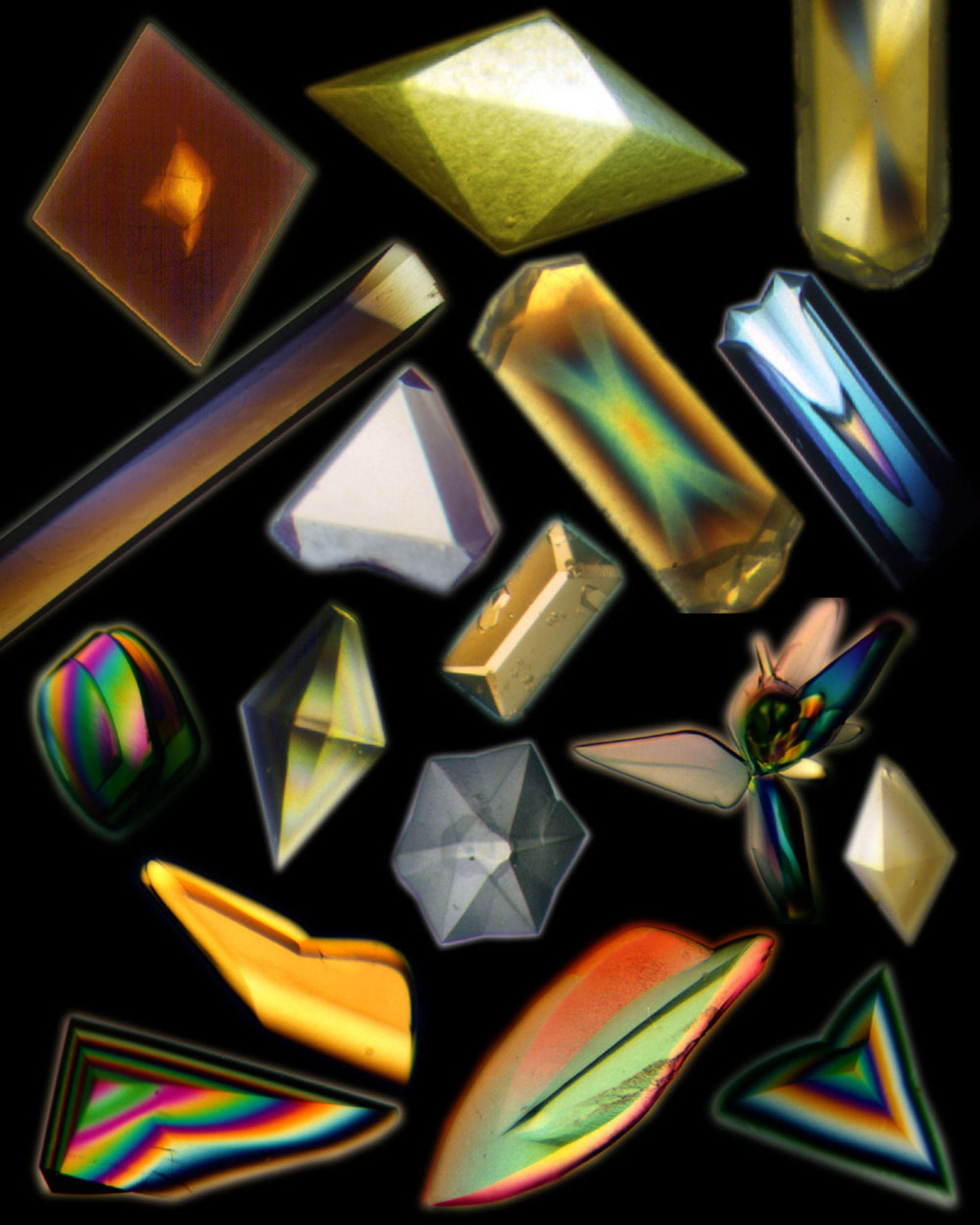
بلورهای پروتئین رشد کرده در شاتل فضایی ایالات متحده یا ایستگاه فضایی روسیه، میر.

تبلور پروتئین فرایند تشکیل یک آرایش منظم از مولکول‌های پروتئین منفرد است که توسط تماس‌های بلوری تثبیت شده‌اند. اگر بلور به اندازه کافی مرتب شده باشد، پراشیده می‌شود. برخی پروتئین‌ها به‌طور طبیعی آرایش‌های بلوری تشکیل می‌دهند مانند آکواپورین در عدسی چشم.
در فرایند تشکیل بلور پروتئین، پروتئین‌ها در محیط آبی حل می‌شوند و از محلول نمونه برداری می‌شود تا زمانی که به حالت فوق اشباع برسد. روش‌های مختلفی برای رسیدن به آن حالت (فوق اشباع شدن) مانند انتشار بخار، میکروبچ، میکرودیالیز و انتشار رابط آزاد مورد استفاده قرار می‌گیرد. تشکیل بلورهای پروتئینی یک فرایند دشوار است که تحت تأثیر عوامل زیادی مانند درجه pH، دما، قدرت یونی در محلول بلوری و حتی گرانش قرار دارد. پس از تشکیل، این بلورها می‌توانند در زیست‌شناسی ساختاری برای مطالعه ساختار مولکولی پروتئین، به خصوص برای مقاصد مختلف صنعتی یا پزشکی استفاده شوند.

## تاریخچه تبلور پروتئین‌ها
برای بیش از ۱۵۰ سال، دانشمندان از سرتاسر جهان در مورد تبلور پروتئین‌ها اطلاعات دارند.
در سال ۱۸۴۰، فردریش لودویگ هونفلد به‌طور تصادفی تشکیل مواد بلوری را در نمونه‌هایی از خون کرم خاکی که در زیر دو لام شیشه‌ای نگهداری می‌شد را کشف کرد و گهگاه بلورهایی به شکل صفحه‌های کوچک را در نمونه‌های خون خوک خشک شده یا خون انسان مشاهده کرد. این بلورها توسط فلیکس هوپ سیلر در سال ۱۸۶۴ به عنوان «هموگلوبین» نامگذاری شدند. یافته‌های اصلی هونفلد الهام بخش بسیاری از دانشمندان در آینده شد.
در سال ۱۸۵۱، اتو فانک فرایند تولید بلورهای هموگلوبین انسان را با رقیق کردن گلبول‌های قرمز خون با حلال‌هایی مانند آب مقطر، الکل یا اتر و سپس با تبخیر آهسته حلال از محلول پروتئین تشریح کرد. در سال ۱۸۷۱، ویلیام تی پریر، پروفسور دانشگاه ینا، کتابی با عنوان Die Blutkrystalle (بلورهای خون) منتشر کرد که ویژگی‌های بلورهای هموگلوبین را از حدود ۵۰ گونه از پستانداران، پرندگان، خزندگان و ماهی‌ها را بررسی می‌کرد.
در سال ۱۹۰۹، فیزیولوژیست Edward T. Reichert، همراه با کانی‌شناس Amos P. Brown، رساله ای در مورد آماده‌سازی، فیزیولوژی و خصوصیات هندسی بلورهای هموگلوبین از صدها حیوان، از جمله گونه‌های منقرض شده مانند گرگ تاسمانی، منتشر کردند. افزایش بلورهای پروتئین پیدا شد.
در سال ۱۹۳۴، جان دزموند برنال و شاگردش دوروتی هاجکین کشف کردند که بلورهای پروتئینی که توسط مایع مادرشان احاطه شده‌اند، الگوهای پراش بهتری نسبت به بلورهای خشک می‌دهند. با استفاده از پپسین، آنها اولین افرادی بودند که الگوی پراش یک پروتئین کروی و مرطوب را تشخیص دادند. قبل از برنال و هوچکین، تبلور پروتئین‌ها تنها در شرایط خشک با نتایج متناقض و غیرقابل اعتماد انجام می‌شد. این اولین الگوی پراش اشعه ایکس از یک بلور پروتئین است.
در سال ۱۹۵۸، ساختار میوگلوبین (یک پروتئین قرمز حاوی هِم)، که توسط بلورنگاری اشعه ایکس تعیین شد، برای اولین بار توسط جان کندرو گزارش شد. کندرو به خاطر این کشف جایزه نوبل شیمی ۱۹۶۲ را با ماکس پروتز به‌طور مشترک برنده شد.
در حال حاضر، بر اساس بلورهای پروتئینی، ساختارهایی از آنها نقش برجسته ای در بیوشیمی و پزشکی کاربردی دارند.

## اصول تبلور پروتئینی

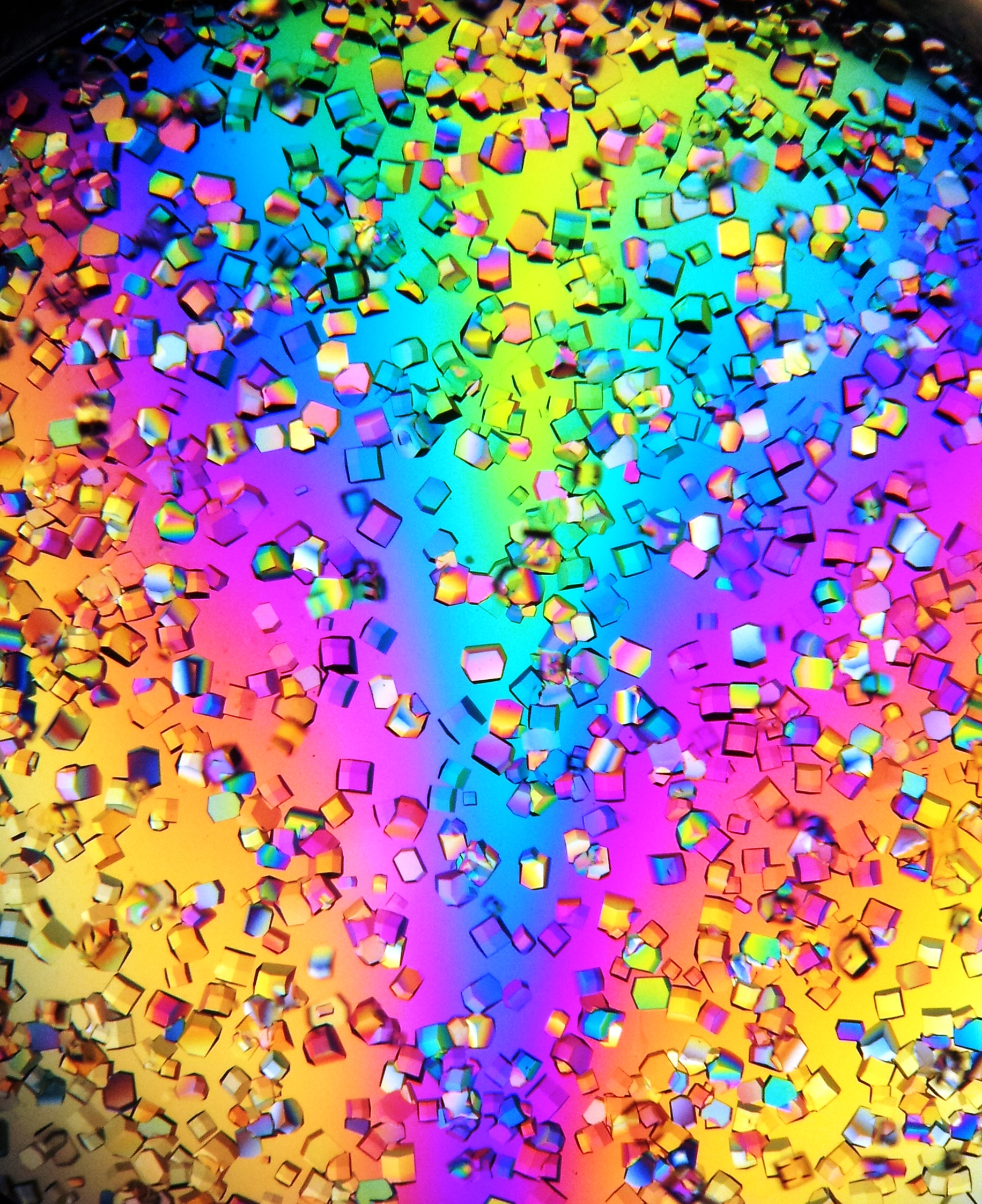
بلورهای لیزوزیم از طریق فیلتر قطبی مشاهده شدند.

### تئوری تبلور پروتئین
اساس تشکیل کریستال اجازه دادن به محلول نمونه برای رسیدن به حالت فوق اشباع است. اصطلاح فوق اشباع توسط مک فرسون و همکاران در سال ۲۰۱۴ با این عنوان که «شرایط غیرتعادلی که در آن مقداری از مولکول بزرگ بیش از حد حلالیت، تحت شرایط شیمیایی و فیزیکی خاص، با این شرایط در محلول موجود است.» تعریف شده‌است. تشکیل مواد جامد در محلول، مانند تجمع و بلورها، به برقراری مجدد تعادل کمک می‌کند. سیستم می‌خواهد تعادل را دوباره برقرار کند، بنابراین هر جزء در بیان انرژی باید حداقل باشد. سه عامل اصلی در بیان انرژی وجود دارد که عبارتند از آنتالپی (H∆)، آنتروپی (S∆) و دما (T). H∆ در این عبارت مربوط به تغییر آنتالپی پیوندهای شیمیایی است که بر اثر واکنش‌ها یا تغییرات فاز تشکیل شده و شکسته می‌شوند. ΔS به درجه آزادی یا اندازه‌گیری عدم قطعیتی که مولکول‌ها می‌توانند داشته باشند مربوط می‌شود. خودانگیختگی یک فرایند، انرژی آزاد گیب (G∆)، به صورت G = ∆H-∆S T تعریف می‌شود. بنابراین، افزایش S∆ یا کاهش H∆ به خودانگیختگی فرایند کلی کمک می‌کند و ΔG را منفی‌تر می‌کند، درنتیجه به حداقل شرط انرژی سیستم می‌رسد. هنگامی که بلورها تشکیل می‌شوند، مولکول‌های پروتئین مرتب تر می‌شوند، که باعث می‌شود ΔS کاهش یافته و ΔG مثبت تر می‌شود. بنابراین، تبلور خود به خودی نیاز به یک H∆ منفی کافی برای غلبه بر از کاهش آنتروپی از سیستم مرتب تر دارد.

### نمای مولکولی که از محلولی به بلور می‌رود
تشکیل بلور به دو مرحله نیاز دارد: تولید هسته و رشد. تولید هسته اولین مرحله برای شروع تبلور است. در مرحله هسته‌زایی، مولکول‌های پروتئینی در محلول به صورت دانه‌ها دور هم جمع شده و یک هسته جامد پایدار را تشکیل می‌دهند. زمانی که هسته تشکیل می‌شود، بلور توسط مولکول‌هایی که به این هسته پایدار متصل می‌شوند، بزرگتر و بزرگتر می‌شود. مرحله تولید هسته برای تشکیل بلور بسیار مهم است زیرا این مرحله انتقال فاز مرتبه اول نمونه‌ها است که از داشتن درجه آزادی بالا به حالت مرتب (آبی به جامد) حرکت می‌کنند. برای موفقیت مرحله تولید هسته، دستکاری معیارهای تولید بلور ضروری است. روشی که در بلوری شدن یک پروتئین نقش دارد، ایجاد حلالیت کمتر پروتئین مورد نظر در محلول است. هنگامی که از حد حلالیت فراتر رفته و بلورها بوجود می‌آید، تبلور انجام می‌شود.

## روشهای تبلور پروتئین

### انتشار بخار

سه روش تهیه کریستال، الف: قطره آویزان. ب: قطره نشسته. ج: میکرودیالیز

انتشار بخار متداول‌ترین روش برای تولید بلور پروتئینی است. در این روش، به قطرات حاوی پروتئین خالص، بافر و رسوب‌دهنده اجازه داده می‌شود تا با یک مخزن بزرگ‌تر حاوی بافرها و رسوب‌دهنده‌های مشابه در غلظت‌های بالاتر متعادل شوند. در ابتدا، قطره محلول پروتئینی حاوی غلظت نسبتاً کم رسوب دهنده و پروتئین است، اما با متعادل شدن قطره و مخزن، غلظت رسوب دهنده و پروتئین در قطره افزایش می‌یابد. اگر از محلول‌های بلور مناسب برای پروتئین معین استفاده شود، رشد بلور در قطره اتفاق می‌افتد. این روش به این دلیل استفاده می‌شود که تغییرات ملایم و تدریجی در غلظت پروتئین و غلظت رسوب‌دهنده ایجاد می‌کند که به رشد بلورهای بزرگ و منظم تر کمک می‌کند.
انتشار بخار را می‌توان در قالب قطره آویزان یا نشسته انجام داد. دستگاه قطره آویزان حاوی یک قطره محلول پروتئینی است که روی یک لام پوششی معکوس قرار می‌گیرد، که سپس بالای مخزن معلق می‌شود. دستگاه بلورنگاری نشسته قطره را روی پایه ای قرار می‌دهد که از مخزن جدا شده‌است. هر دوی این روش‌ها نیازمند آب‌بندی محیط هستند تا تعادل بین قطره و مخزن ایجاد شود.

### میکروبچ
یک میکروبچ معمولاً شامل غوطه ور کردن مقدار بسیار کمی از قطرات پروتئین در روغن (به اندازه ۱ میکرولیتر) است. روغن به این دلیل نیاز است که چون از چنین حجم کم محلول پروتئین استفاده می‌شود، برای انجام آزمایش به صورت آبی باید از تبخیر جلوگیری کرد. اگرچه روغن‌های مختلفی وجود دارد که می‌توان از آنها استفاده کرد، اما دو عامل رایج آب‌بندی، روغن‌های پارافینی (توصیف شده توسط Chayen و همکاران) و روغن‌های سیلیکونی (توصیف شده توسط D'Arcy) هستند. روش‌های دیگری نیز برای میکروبچ کردن وجود دارد که از عامل آب‌بندی مایع استفاده نمی‌کنند و در عوض به دانشمند نیاز دارند تا پس از قرار دادن قطره در چاه، به سرعت یک فیلم یا مقداری نوار را روی یک صفحه سوراخ‌دار قرار دهد.
علاوه بر نیازمندی به مقدار بسیار کم نمونه مورد نیاز، این روش همچنین دارای مزیت دیگری است که نمونه‌ها از آلودگی‌های موجود در هوا محافظت می‌شوند، زیرا در طول آزمایش هرگز در معرض هوا قرار نمی‌گیرند.

### میکرودیالیز
میکرودیالیز با استفاده از یک غشای نیمه تراوا به مولکول‌ها و یون‌های کوچک اجازه عبور می‌دهد. در عین حال، پروتئین‌ها و پلیمرهای بزرگ اجازه عبور از غشا را ندارند. درنتیجه یک گرادیان اختلاف غلظت در دو طرف غشا ایجاد شده و به سیستم اجازه می‌دهد تا به آرامی به سوی تعادل حرکت کند. در این حالت ممکن است بلورهای پروتئینی تشکیل شوند.
میکرودیالیز می‌تواند بلورها را با نمک‌زدایی، با استفاده از غلظت‌های بالای نمک یا سایر ترکیبات کوچک قابل نفوذ در غشاء تولید کند که حلالیت پروتئین را کاهش می‌دهد. در مواقع زیادی، برخی از پروتئین‌ها را می‌توان با نمک دیالیز در داخل، با دیالیز کردن در برابر آب خالص، حذف املاح، ایجاد خود تداعی و تبلور متبلور ساخت.

### انتشار رابط آزاد
در این تکنیک محلول‌های پروتئین و رسوب را بدون مخلوط کردنشان از پیش، با هم ترکیب می‌کنند، اما در عوض، آنها را از هر دو طرف کانال تزریق می‌کند و اجازه می‌دهد تا تعادل با استفاده از انتشار بوجود آید. این دو محلول در یک محفظه معرف، هر دو در حداکثر غلظتشان، با هم تماس پیدا می‌کنند و تولید هسته خود به خود را آغاز می‌کنند. همان‌طور که سیستم به تعادل می‌رسد، سطح فوق اشباع کاهش پیدا کرده و این کاهش سطح به رشد بلور کمک می‌کند.

## عوامل مؤثر بر تشکیل بلور پروتئین

### pH
اصلی‌ترین عامل برای تشکیل بلور پروتئین بهینه‌سازی تعداد پیوندهایی است که یک پروتئین می‌تواند با پروتئین دیگری از طریق برهم کنش‌های بین مولکولی ایجاد کند. این برهم کنش‌ها به چگالی الکترونی مولکول‌ها و زنجیره‌های جانبی پروتئینی بستگی دارد که به عنوان تابعی از pH تغییر می‌کنند. ساختار سوم و چهارم پروتئین‌ها توسط فعل و انفعالات بین مولکولی بین گروه‌های جانبی اسیدهای آمینه تعیین می‌شود که در آن گروه‌های آبدوست معمولاً رو به بیرون به سمت محلول هستند تا پوسته هیدراتاسیون حلال (آب) را تشکیل دهند. وقتی pH تغییر می‌کند، بار در این گروه‌های طرف قطبی نیز به صورت تابعی از pH محلول و pKa پروتئین تغییر می‌کند. از این رو، انتخاب pH یا برای ترویج تشکیل بلورهایی که در آن پیوند بین مولکول‌ها به یکدیگر مطلوب‌تر از مولکول‌های آب است، ضروری است. pH یکی از قوی‌ترین دستکاری‌هایی است که می‌توان برای شرایط بهینه تبلور تعیین کرد.

### دما
دما یکی دیگر از پارامترهای جالب برای بررسی است زیرا حلالیت پروتئین تابعی از دما است. در فرایند تشکیل بلور پروتئین، تغییر دما برای تولید کریستال‌های یا کیفیت یکی از روش‌های رایج است. برخلاف pH، دمای اجزای مختلف آزمایش‌های بلورنگاری می‌تواند بر نتایج نهایی مانند دمای آماده‌سازی بافر، دمای آزمایش واقعی تبلور و غیره تأثیر بگذارد.

### مواد افزودنی شیمیایی
افزودنی‌های شیمیایی ترکیبات شیمیایی کوچکی هستند که برای افزایش بازده بلورها به فرایند تبلور اضافه می‌شوند. نقش مولکول‌های کوچک در تبلور پروتئین در زمان‌های ابتدایی کشف فرایند تبلور به خوبی مورد توجه قرار نگرفته بود، زیرا در بیشتر موارد به عنوان آلاینده تصور می‌شد. مولکول‌های کوچکتر بهتر از مولکول‌های بزرگی مانند پروتئین‌ها متبلور می‌شوند، بنابراین، استفاده از این مواد افزودنی شیمیایی قبل از مطالعه مک فرسون محدود شده بود. با این حال، این یک جنبه قدرتمند از پارامترهای تجربی برای تبلور است که برای بیوشیمی‌دانان و بلورشناس‌ها برای بررسی و استفاده بیشتر مهم است.

## فناوری‌هایی که به تبلور پروتئین کمک می‌کنند

### غربالگری بلور با توان بالا[۱۵]
روش‌های با توان بالا برای کمک به ساده‌سازی تعداد زیادی از آزمایش‌های مورد نیاز برای کشف شرایط مختلف که برای رشد موفق بلور ضروری هستند، وجود دارد. کیت‌های تبلیغاتی متعددی برای سفارش در دسترس هستند که از مواد از پیش مونتاژ شده در سیستم‌هایی استفاده می‌کنند که تضمین شده برای تولید بلور موفق هستند. با استفاده از این وسیله، یک دانشمند از دردسر خالص سازی یک پروتئین و تعیین شرایط مناسب تشکیل بلور اجتناب می‌کند.
ربات‌های جابجایی مایعات را می‌توان برای راه‌اندازی و خودکارسازی تعداد زیادی آزمایش تبلور به‌طور همزمان استفاده کرد. آنچه که در صورت انجام آن بوسیله انسان می‌تواند زمان بر و دارای احتمال خطای انسانی بالا باشد، اکنون می‌تواند با یک سیستم خودکار به‌طور مؤثر و دقیق انجام شود. سیستم‌های تولید بلور رباتیک از اجزای مشابهی استفاده می‌کنند که در بالا توضیح داده شد، اما هر مرحله از روش را به سرعت و با تکرار بالا انجام می‌شود. هر آزمایش از مقادیر کمی محلول استفاده می‌کند و مزیت اندازه کوچکتر دارای دو جنبه است: اندازه کوچک‌تر نمونه نه تنها هزینه پروتئین خالص شده را کاهش می‌دهد، بلکه مقادیر کمتری از محلول باعث تبلور سریعتر می‌شود. هر آزمایش توسط یک دوربین نظارت می‌شود که رشد بلور را تشخیص می‌دهد.

### مهندسی پروتئین
با استفاده از تکنیک‌هایی مانند کاهش آنتروپی سطحی یا مهندسی در تماس‌های بلوری، می‌توان پروتئین‌ها را برای بهبود شانس تبلور نتیجه بخش پروتئین مهندسی کرد. اغلب، باقی مانده‌های مشکل ساز سیستئین را می‌توان با آلانین جایگزین کرد تا از تجمع با واسطه دی سولفید جلوگیری شود، و باقی مانده‌هایی مانند لیزین، گلوتامات و گلوتامین را می‌توان به آلانین تغییر داد تا انعطاف‌پذیری پروتئین ذاتی را کاهش دهد، که می‌تواند مانع تبلور شود. .

## کاربردهای تبلور پروتئین
ساختارهای بزرگ مولکول‌ها را می‌توان از بلورهای پروتئین با استفاده از روش‌های مختلفی تعیین کرد، از جمله پراش اشعه ایکس / بلورنگاری اشعه ایکس، میکروسکوپ الکترونی برودتی (CryoEM) (شامل بلورنگاری الکترونی و پراش الکترونی میکروکریستالی (MicroED))، پرتو ایکس کوچک. پراکندگی، و پراش نوترون. همچنین به زیست‌شناسی ساختاری مراجعه کنید.
همچنین تبلور پروتئین‌ها می‌تواند فرمول سازی پروتئین‌ها برای اهداف دارویی سودمند باشد.